# Carlos Solaz Pradas
Carlos Solaz Pradas (València 1970-2022), o simplement Solaz, fou un pilotari valencià d'Escala i corda que va jugar en la posició de mitger.
Format a l'escola del Trinquet de Pelayo en companyia de la coneguda Generació de Pelayo integrada per Vicente Grau, Pedro López el Zurdo, Víctor, Pastor, Peluco, Serrano, Pedrito i Tino.
La seua etapa daurada de en la Pilota valenciana va anar de meitat dècada dels anys 90 del segle XX fins a la primera dècada dels 2000. Durant aquest període va aconseguir arribar a tres finals de la Lliga d'escala i corda, aleshores coneguda com Circuit Bancaixa, principal competició professional de la modalitat, els anys 1995, 1996 i 2002. Es va retirar de la pràctica professional el 2013.
Solaz va morir l'agost de 2022 amb 52 anys afectat per esclerosi lateral amiotròfica (ELA).

## Palmarés
- Escala i corda:
  - Campió del Circuit Bancaixa 1995,1996,1997,2000 i 2002
  - Campió del Màsters Ciutat de València: 2008
  - Subcampió del Trofeu Festes fundacionals de Massamagrell: 2009
  - Campió del Trofeu Mancomunitat de la Ribera Alta: 2006
  - Campió del Trofeu Superdeporte: 2009
  - Campió del Trofeu Universitat de València: 2009 i 2011
    - Subcampió del Trofeu Universitat de València: 2007

  - Campió del Trofeu Ciutat de Dénia: 2011